# Эскабече
Эскабе́че (исп. escabeche), также эскабе́ш (кат. escabetx) — блюдо испанской кухни, рыба, замаринованная в остром соусе. 

## История
Эскабече имеет персидские корни, в Испанию попало во времена колонизации страны маврами в VIII веке. У восточного народа это блюдо называлось сикбадж и означало маринованное мясо. В Персии его готовили не только из рыбы, но и из ягнятины или другого мяса. Испанский же вариант прижился лишь в рыбном исполнении, а также маринад стал острым, вместо кисло-сладкого оригинала.

## Распространение
Это блюдо популярно в Испании, а также в бывших испанских колониях — в Мексике, в Центральной и Южной Америках. Подобное блюдо может также продаваться в виде консервов.

## Описание
Для этого блюда может использоваться разная рыба — как белая, так и красная. Но чаще всего используют мелкие виды рыб: например, сардины, анчоусы, некрупные сельди. Рыба недолго обжаривается в оливковом масле, одновременно с этим готовится маринад, куда добавляют, помимо уксуса, различные пряности, такие как: шафран, лавровый лист, чеснок, перец чили, лимонная цедра. Маринад доводится до кипения, затем им заливают горячую рыбу, охлаждают и ставят мариноваться на длительный период (на ночь или вовсе на сутки). Подают эскабече холодным.